# Cillie Motzfeldt
Cillie Motzfeld Tirach (Oslo, 1968) és una antropòloga, mestra i activista cultural nord-catalana noruega.
De família benestant, el 1994 es va llicenciar en antropologia social per la Universitat d'Oslo. A començament de la dècada del 1990 es va instal·lar a Perpinyà per dur a terme una investigació antropològica sobre la Catalunya del Nord. Es casà amb Pasqual Tirach i Alventosa, va aprendre català i s'hi va establir. El 1995 assolí un lloc d'intervenant extérieur a la Universitat de Perpinyà i el 2003 fou encarregada de curs a l'Institut franco-catalan transfrontalier de la mateixa universitat. El 2008 esdevingué funcionària del Ministeri d'Educació Francès i treballà com a professora successivament a l'escola bilingüe Pasteur Lamartine de Perpinyà i a l'escola bilingüe Dolto del Soler .
El 1997 va col·laborar a la Universitat Catalana d'Estiu. D'ençà del 2001 s'ha dedicat a recollir contes de diferents tradicions culturals, publicats en dos volums en francès i en català en col·laboració amb Marie Besnard, encarregada de missió a la Direcció de la Cultura de la Vila de Perpinyà sota el títol Contes de Perpinyà i més enllà a Edicions El Trabucaire. Víctor Alexandre recull el seu testimoniatge al llibre Nosaltres els catalans (2008).
El 2009 fou guardonada amb el Premi Joan Blanca de l'ajuntament de Perpinyà juntament amb Gerard Jacquet. El 2017 la seva classe fou guardonada amb el Premi Joves Escriptors d'Òmnium Cultural de la Catalunya del Nord per l'escrit El viatge de petit Josep el pingüí.

## Obres
- Guia de conversa francès-català-noruec (Terra Nostra, 1994)
- Traducció al noruec de diversos contes catalans a "Spania forteller", ed. De norske bokklubbene, (1999), ISBN13 9788273504913.
- Traducció al noruec de Guadalajara, de Quim Monzó (2002), ISBN 8256013699.